# Nuyorican Poets Cafe

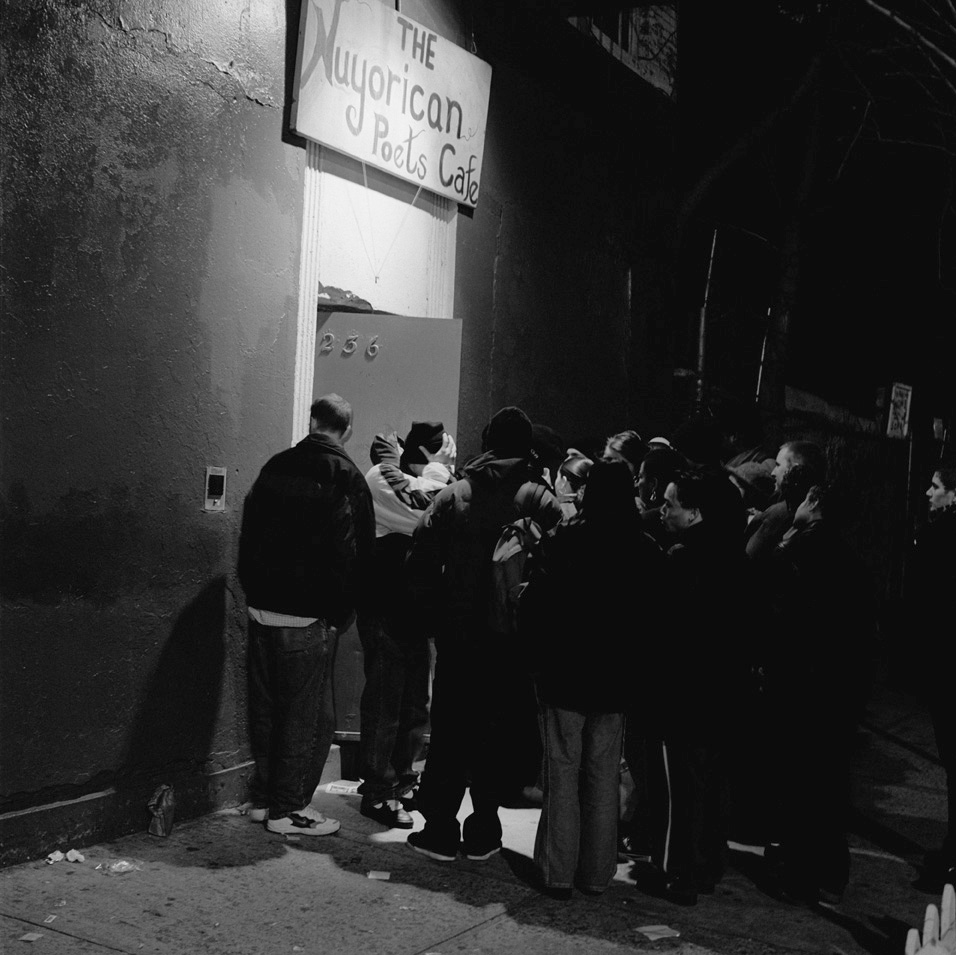
Eingang zum Nuyorican Poets Cafe (1998)

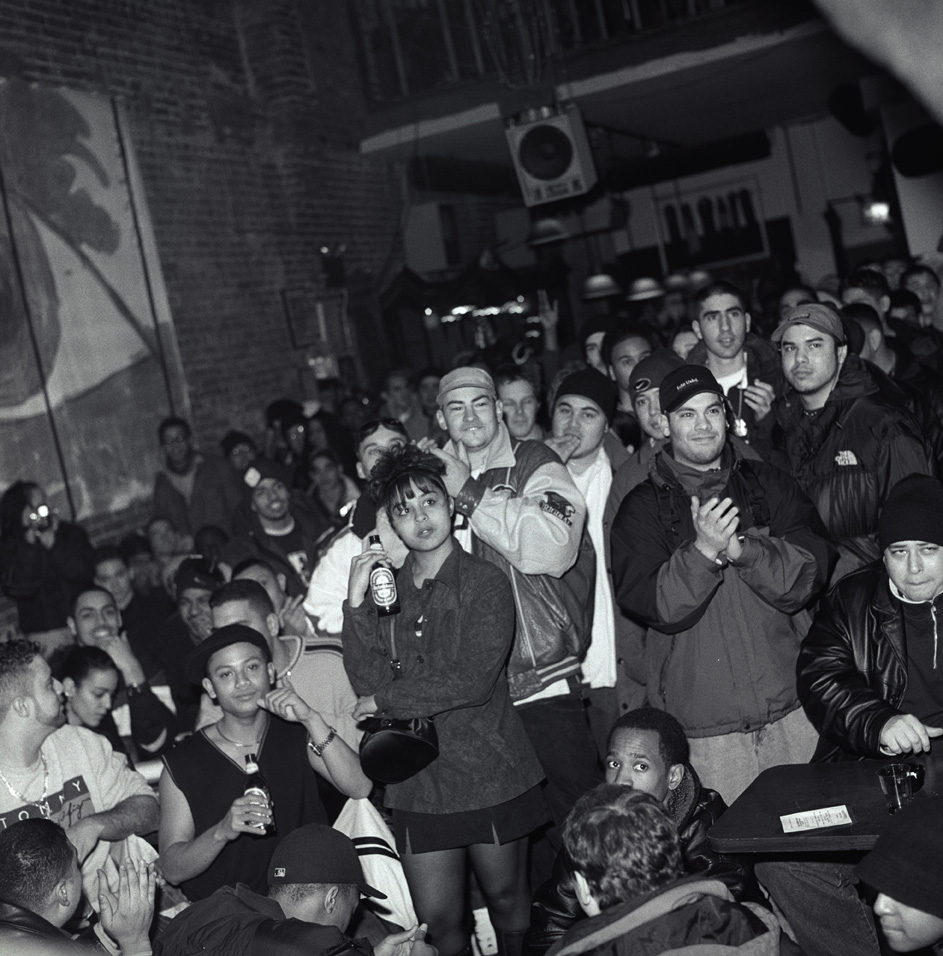
Im Nuyorican Poets Cafe (1998)

Das Nuyorican Poets Cafe ist ein multi-ethnisches Kulturzentrum in der Lower East Side von New York. Durch seine Poetry-Veranstaltungen erlangte es große Bedeutung für die internationale Spoken-Word- und Poetry-Slam-Szene.
Es ist das Zentrum der Nuyorican-Kunstbewegung in New York und veranstaltet Kulturprogramme in den Sparten Poesie, Musik, Hip-Hop, Videokunst, Bildende Kunst, Fotografie, Comedy und Theater. Maßgebliche kulturelle Einflüsse kamen aus der puerto-ricanisch-lateinamerikanischen sowie der afroamerikanischen Gemeinschaft. Es arbeitet als Non-Profit-Organisation und finanziert sich überwiegend über seine Veranstaltungen.

## Geschichte
Das Nuyorican Poets Cafe entstand um 1973 aus einem Literaturzirkel in der Wohnung von Miguel Algarin, einem Schriftsteller und Professor an der Rutgers University. Als seine Wohnung die wachsende Zahl von teilnehmenden Dichtern und Künstlern nicht mehr aufnehmen konnte, mietete Algarin 1975 einen ehemaligen Irish Pub an der East 6th Street, der auf den Namen The Nuyorican Poets Café getauft wurde. Die stetig wachsenden Zuschauerzahlen und der Wunsch, das eigene Kulturprogramme zu erweitern, führten 1980 zum Kauf des heutigen Gebäudes in der Alphabet City, gelegen an der 236 East 3rd Street zwischen Avenue B und Avenue C.

## Programm
Das Kulturzentrum sieht seine Mission darin, einen multikulturellen Veranstaltungsort zu schaffen, der Künstlern, Ausstellungen und Vorführungen aus verschiedenen Kunstsparten ein Forum gibt – vor allem solchen, die in der amerikanischen Kultur und den Medien unterrepräsentiert sind. Der Gründer Miguel Algarin kommentierte den kulturhistorischen Kontext:

„The Philosophy and purpose of the Nuyorican Poets Cafe has always been to reveal poetry as a living art. Even as the eye scans the lines of a poem, poetry is in the flux in the United States. From Baja California to Seattle to Detroit, from the dance clubs with rap lyrics booming to the schools where Gil Scott-Heron plays to the churches where poetry series thrive to community centers with poets-in-residence and coffeehouses throughout the whole of the nation, the spoken word is on fire.“

„Die Philosophie und Zweck des Nuyorican Poets Cafe ist seit jeher, die Poesie als eine lebendige Kunst zum Vorschein zu bringen. So wie das Auge die Zeilen eines Gedichtes absucht, ist die Poesie in den Vereinigten Staaten im Fluss. Von Baja California nach Seattle nach Detroit, von Clubs mit boomenden Rap-Texten hin zu den Schulen, in denen Gil Scott-Heron auftritt, von Kirchen, in denen Poesie-Reihen aufblühen, bis zu Gemeindezentren mit Dichtern-in-Residence und Kaffeehäusern überall im ganzen Land, das gesprochene Wort zündet durch.“

## Poetry Slam
Das Café wurde in den USA und Europa vor allem durch seine Poetry Slams bekannt, die von namhaften Lyrik-Aktivisten wie Bob Holman oder Saul Williams veranstaltet wurden. Autoren aus diesem Dichter-Kreis unternahmen verschiedentlich einzeln oder als Ensemble Tourneen durch die USA, Europa und auch Deutschland. So bereiste ein Dichter-Ensemble der Nuyoricans bereits im September 1994 während einer dreiwöchigen Tournee London und andere Städte in Großbritannien mit insgesamt 16 Auftritten.
Nachdem mit Beginn der 1990er Jahre Autoren wie Bob Holman auch bei Auftritten in deutschen Literaturhäusern zu sehen waren, veranstalten das Nuyorican Poets Cafe und das Goethe-Institut New York vom 14. bis 18. November 1995 ein Deutsch-Nuyorican Poetry Festival in New York. Deutsche Teilnehmer waren unter anderem der Rap-Poet Bas Böttcher, der Schweizer Performance Poet Christian Uetz, die Lyriker Durs Grünbein und Elke Erb sowie der spätere Düsseldorfer Slam-Veranstalter André Michael Bolten.
Die 1994 von Miguel Algarin und Bob Holman herausgegebene Anthologie Aloud! Voices from the Nuyorican Poets Cafe wurde zu einer der bestverkauften Gedichtsammlung aller Zeiten. Die Herausgeber erhielten dafür den American Book Award.

## Filmdokumentationen
Im Jahr 1994 wurde das Nuyorican Poets Cafe Gegenstand eines 14-minütigen Dokumentarfilms mit dem Titel Nuyorican Poets Café. Der Film erhielt 1995 auf dem New Latino Filmmaker’s Festival in Los Angeles (Kalifornien) die Auszeichnung als „Bester Dokumentarfilm“.
Zwei Jahre später, im Jahr 1996, drehte der Regisseur Paul Devlin über das Poetry Slam Team des Nuyorican Poets Cafe einen abendfüllenden Dokumentarfilm mit dem Titel SlamNation. Der Film zeigte das 1996er Nuyorican Slam Team mit Saul Williams, Beau Sia, Jessica Care Moore und muMs bei ihrer Vorbereitung und Reise zum U.S. National Poetry Slam in Portland, Oregon. Der Dokumentarfilm zeigt in seinen Sequenzen des National Poetry Slams auch Auftritte anderer bedeutender amerikanischer Dichter wie etwa Marc Smith, Taylor Mali oder Patricia Smith.

## Bücher und CDs
- Burning down the House - Selected Poems from the Nuyorican, Soft Skull Press 2003
- Aloud: Voices from the Nuyorican Poets Café, hg. von Miguel Algarin und Bob Holman. Holt Paperbacks 1994, ISBN 0-8050-3275-4
- Nuyorican Symphony – Poetry Live at the Knitting Factory, hg. von Paul Skiff und Bob Holman, CD, Knitting Factory 1994